# Dolna Birma

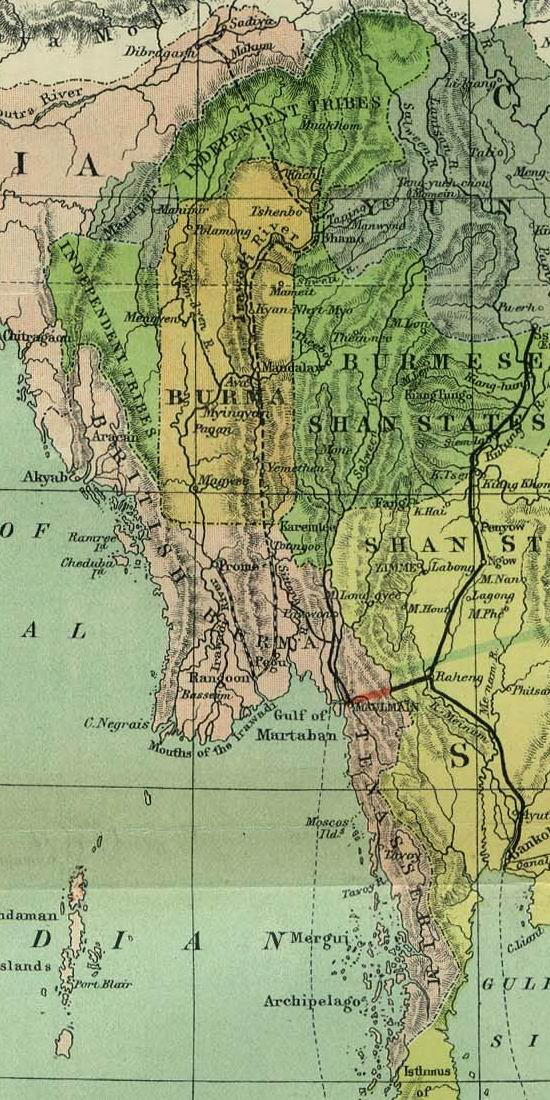
Dolna Birma zaznaczona kolorem różowym, Górna Birma pomarańczowym.

Dolna Birma (birm. အောက်မြန်မာပြည်, nazywana też Mjanmą Zewnętrzną) – region geograficzny Birmy (Mjanmy), który obejmuje deltę rzeki Irawadi (prowincja Irawadi), prowincję Pegu oraz prowincję Rangun, a także obszary wybrzeża kraju (stany Arakan i Mon oraz prowincja Taninthayi).
W języku birmańskim osoby pochodzące z Górnej Birmy nazywane są zazwyczaj a-nya tha (အညာသား), podczas gdy ci, którzy wywodzą się z Dolnej Birmy to auk tha (အောက်သား).
Termin „Dolna Birma” zaczął być używany w czasach kolonialnych i odnosił się do części Birmy anektowanej przez Imperium brytyjskie po zakończeniu II wojny brytyjsko-birmańskiej w roku 1852 wraz z terenami dawnego królestwa Arakanu i prowincji Tenasserim, nad którymi Brytyjczycy przejęli kontrolę już w roku 1826 (po I wojnie brytyjsko-birmańskiej). W centrum Dolnej Birmy znajdował się Rangun, a składało się na nią całe wybrzeże współczesnej Mjanmy oraz dolna część dorzecza rzeki Irawadi wraz z Prome. Aż do wczesnych lat XIX w. Dolna Birma zamieszkana była w większości przez Monów i szczepy Karenów stanowiąc historyczną ostoję Monów. Od Górnej Birmy odróżniał Birmę Dolną nie tylko skład etniczny, ale też klimat sprzyjający uprawom rolnym bez konieczności nawadniania pól.